# 桐郷県 (山西省)
桐郷県（とうきょう-けん）は中華人民共和国山西省にかつて存在した県。現在の運城市聞喜県北東部に相当する。
唐代の618年（武徳元年）に聞喜県より分割設置された。643年（貞観17年）に廃止され、管轄区域は聞喜県に統合された。